# 1897 w muzyce
Wydarzenia muzyczne w 1897 roku.

## Wydarzenia
- 3 stycznia – w Paryżu odbyło się prawykonanie Symfonii C-dur Paula Dukasa[1][2]
- 4 stycznia – w Bostonie odbyło się prawykonanie „Sonaty skrzypcowej” op. 34 Amy Beach[1][2]
- 23 stycznia – w Monachium odbyła się prapremiera opery Königskinder Engelberta Humperdincka[1][2][3]
- 31 stycznia – w Paryżu odbyła się prapremiera opery Briséïs Emmanuela Chabriera[1][2]
- 8 lutego – w Sankt Petersburgu odbyło się prawykonanie VI symfonii op. 58 Aleksandra Głazunowa[1][2]
- 9 lutego – w Karlsruhe w Hoftheater miała miejsce prapremiera opery Fierabras D.796 Franza Schuberta[1][2][4]
- 17 lutego – w Cleveland odbyła się prapremiera operetki The Serenade Victora Herberta[1][2]
- 4 marca – w Berlinie odbyło się prawykonanie „Suity nr 1 na organy” op. 16 Maxa Regera[1][2]
- 12 marca – w brukselskim Théâtre de la Monnaie miała miejsce prapremiera opery Fervaal Vincenta d’Indy[1][2]
- 13 marca – w Theater an der Wien miała miejsce prapremiera operetki Die Göttin der Vernunft Johanna Straussa (syna)[1][2]
- 24 marca – w Monachium odbyło się prawykonanie pieśni „Enoch Arden” op. 38 Johanna Straussa (syna)[1][2]
- 26 marca – w londyńskim Athenaeum miało miejsce prawykonanie „Clear and Cool” na chór i orkiestrę op. 5 Gustava Holsta[1][2]
- 27 marca – w Sankt Petersburgu odbyło się prawykonanie I symfonii op. 13 Siergieja Rachmaninowa[1][2][5]
- 28 marca – w Wiener Musikverein miało miejsce prawykonanie walca „Heut’ ist heut’” op. 471 Johanna Straussa (syna)[1][2]
- 19 kwietnia – w londyńskim Pałacu Kryształowym miało miejsce prawykonanie „Imperial March” op. 32 Edwarda Elgara[1][2][6]
- 26 kwietnia – w Worcesterze odbyło się prawykonanie pieśni „Roundel: The little eyes that never knew Light” Edwarda Elgara[1][2]
- 27 kwietnia – w Kopenhadze odbyło się prawykonanie kantaty „Hymnus Amoris” op. 12 Carla Nielsena[1][2]
- 5 maja – w Wiedniu odbyło się prawykonanie marsza „Wo uns’re Fahne weht” op. 473 Johanna Straussa (syna)[1][2]
- 14 maja – w parku rozrywki w Willow Grove w pobliżu Filadelfii miało miejsce prawykonanie marsza „The Stars and Stripes Forever” Johna Sousy[1][2][7]
- 18 maja – w Londynie odbyło się prawykonanie ballady „The Banner of St. George” op. 33 Edwarda Elgara[1][2][8]
- 25 maja – w londyńskim Alhambra Theatre miała miejsce prapremiera baletu Victoria and Merrie England Arthura Sullivana[1][2][9]
- 1 czerwca – w Monachium odbyło się prawykonanie hymnu „Licht du ewiglich Eines” Richarda Straussa[1][2]
- 3 czerwca – w londyńskiej Queen’s Hall miało miejsce prawykonanie „Wariacji symfonicznych” Huberta Parry’ego[1][2]
- 24 czerwca – prawykonanie „Stepu” Zygmunta Noskowskiego, pierwszego polskiego poematu symfonicznego[10]
- 5 września – w Walońskim kościele w Delfcie, miało miejsce prawykonanie chóru „Dämmerung” Alphonsa Diepenbrocka[1][2]
- 12 września – w katedrze w Hereford miało miejsce prawykonanie „Te Deum and Benedictus” op. 34 Edwarda Elgara[1][2]
- 15 września – w katedrze w Hereford miało miejsce prawykonanie „Magnificat” Huberta Parry’ego[1][2]
- 20 września – w Nowym Jorku odbyła się prapremiera opery The Idol’s Eye Victora Herberta[1][2][11]
- 6 października – w Birmingham odbyła się prapremiera „Requiem” op. 63 Charlesa Villiersa Stanforda[1][2][12]
- 23 października – w Moskwie odbyło się prawykonanie „Koncertu fortepianowego” op. 20 Aleksandra Skriabina[1][2][13]
- 1 listopada – w Helsinkach odbyło się prawykonanie kantaty „The Ferryman’s Bride” op. 33 Jeana Sibeliusa[1][2]
- 4 listopada – w Paryżu odbyło się prawykonanie pieśni „Le Parfum impérissable” op. 76 nr 1 Gabriela Fauré[1][2]
- 27 listopada – w paryskim Théâtre Lyrique miała miejsce prapremiera opery Sapho Julesa Masseneta[1][2][14]
- 28 listopada – w Wiener Musikverein miało miejsce prawykonanie walca „An der Elbe” op. 477 Johanna Straussa (syna)[1][2]
- 8 grudnia – w Detroit odbyło się prawykonanie „Three Shakespeare Choruses” op. 39 Amy Beach[1][2]
- 13 grudnia – w madryckiej bazylice San Francisco el Grande miało miejsce prawykonanie „Marche Religieuse” op. 107 Camille’a Saint-Saënsa[1][2]
- 28 grudnia – w New Haven odbyła się prapremiera operetki The Bride-Elect Johna Sousy[1][2][15]

## Urodzili się
- 22 stycznia
  - Blind Willie Johnson, afroamerykański muzyk gospel i blues, wokalista i gitarzysta (zm. 1945)
  - Rosa Ponselle, amerykańska śpiewaczka operowa (sopran dramatyczny) (zm. 1981)
- 7 lutego – Quincy Porter, amerykański kompozytor i pedagog (zm. 1966)
- 10 lutego – Marian Demar-Mikuszewski, polski śpiewak operowy i operetkowy (tenor) (zm. 1979)
- 12 lutego – Břetislav Bakala, czeski dyrygent, pianista, i kompozytor (zm. 1958)
- 14 lutego – Jørgen Bentzon, duński kompozytor (zm. 1951)
- 24 lutego – Matija Bravničar, słoweński kompozytor (zm. 1977)
- 27 lutego – Marian Anderson, amerykańska śpiewaczka (kontralt) (zm. 1993)[a]
- 6 marca – Knudåge Riisager, duński kompozytor (zm. 1974)
- 11 marca – Henry Cowell, amerykański kompozytor, teoretyk muzyki, pianista, pedagog, wydawca i impresario (zm. 1965)
- 13 marca – Mária Németh, węgierska śpiewaczka operowa (sopran) (zm. 1967)
- 17 marca – Artur Gold, polski kompozytor, dyrygent i skrzypek pochodzenia żydowskiego (zm. 1943)
- 28 marca – Gerardo Matos Rodríguez, urugwajski muzyk, kompozytor oraz dziennikarz; twórca słynnego tanga „La cumparsita” (zm. 1948)
- 1 kwietnia – Lucille Bogan, amerykańska piosenkarka bluesowa (zm. 1948)
- 8 kwietnia – Herbert Eimert, niemiecki teoretyk muzyki, kompozytor, krytyk muzyczny i pedagog (zm. 1972)
- 12 kwietnia – Franciszek Kowalski, polski działacz śpiewaczy, dyrygent i nauczyciel (zm. 1984)
- 17 kwietnia – Harald Sæverud, norweski kompozytor (zm. 1992)
- 18 kwietnia – Şövkət Məmmədova, azerska śpiewaczka operowa (sopran koloraturowy liryczny) i instruktorka muzyki (zm. 1981)
- 24 kwietnia – György Kósa, węgierski kompozytor i pianista (zm. 1984)
- 30 kwietnia – Maria Bojar-Przemieniecka, polska śpiewaczka (sopran dramatyczny) i pedagog (zm. 1982)
- 14 maja – Sidney Bechet, amerykański saksofonista, klarnecista i kompozytor jazzowy (zm. 1959)
- 19 maja – Enrico Mainardi, włoski wiolonczelista, dyrygent, kompozytor (zm. 1976)
- 29 maja – Erich Wolfgang Korngold, amerykański kompozytor, dyrygent i pianista (zm. 1957)
- 3 czerwca – Memphis Minnie, amerykańska gitarzystka[16] i wokalistka bluesowa, autorka tekstów piosenek (zm. 1973)
- 7 czerwca – George Szell, amerykański dyrygent, kompozytor i pianista pochodzenia węgierskiego (zm. 1970)
- 11 czerwca – Aleksander Tansman, polski kompozytor i pianista (zm. 1986)
- 29 czerwca – Ottmar Gerster, niemiecki kompozytor i pedagog muzyczny (zm. 1969)
- 5 lipca – Paul Ben-Haim, izraelski kompozytor muzyki poważnej (zm. 1984)
- 9 lipca – Rosita Melo, urugwajska kompozytorka i poetka (zm. 1981)
- 6 sierpnia – Maria Krzywiec, polska aktorka teatralna i śpiewaczka operowa, pedagog muzyczny (zm. 1973)
- 8 sierpnia – Stefan Śledziński, polski muzykolog i pedagog, major kapelmistrz Wojska Polskiego (zm. 1986)
- 19 sierpnia – Teodor Zalewski, polski dyrygent i pedagog muzyczny (zm. 1985)
- 25 sierpnia – Jaroslav Řídký, czeski kompozytor, dyrygent, harfista i pedagog (zm. 1956)
- 3 września – Francisco Mignone, brazylijski kompozytor i dyrygent pochodzenia włoskiego (zm. 1986)
- 8 września – Jimmie Rodgers, amerykański piosenkarz country (zm. 1933)
- 30 września – Gaspar Cassadó, hiszpański kompozytor i wiolonczelista (zm. 1966)
- 4 października – Franciszka Denis-Słoniewska, polska śpiewaczka operowa (mezzosopran) (zm. 1992)
- 11 października – Arvo Hannikainen, fiński dyrygent i skrzypek (zm. 1942)
- 26 października – Tiana Lemnitz, niemiecka śpiewaczka operowa (sopran) (zm. 1994)
- 30 października – Agustín Lara, meksykański kompozytor (zm. 1970)
- 11 listopada – Aleksander Drzewiecki, polski skrzypek, trębacz, powstaniec wielkopolski (zm. 1960)
- 12 listopada – Julian Front, polski kompozytor, skrzypek i dyrygent żydowskiego pochodzenia (zm. 1964)
- 14 listopada – Giuseppina Strepponi, włoska śpiewaczka operowa (sopran) (ur. 1815)
- 20 listopada – Margaret Sutherland, australijska kompozytorka i pianistka (zm. 1984)[17]
- 18 grudnia – Fletcher Henderson, amerykański pianista i kompozytor jazzowy (zm. 1952)
- 28 grudnia – Miguel Fleta, hiszpański śpiewak operowy (tenor) (zm. 1938)
- 29 grudnia – Hermann Heiss, niemiecki kompozytor, pedagog i teoretyk muzyki (zm. 1966)

Data dzienna nieznana
- Sława Orłowska-Czerwińska, polska śpiewaczka operowa (sopran) (zm. 1939)

## Zmarli
- 10 lutego – Antonio Bazzini, woski kompozytor i skrzypek (ur. 1818)
- 23 lutego – Woldemar Bargiel, niemiecki kompozytor (ur. 1828)
- 25 lutego – Marie-Cornélie Falcon, francuska śpiewaczka operowa (sopran dramatyczny) (ur. 1814)
- 3 kwietnia – Johannes Brahms, niemiecki kompozytor, pianista i dyrygent okresu romantyzmu (ur. 1833)
- 26 kwietnia – Roberto Stagno, właśc. Vincenzo Andriolo, włoski śpiewak operowy (tenor) (ur. 1840)
- 10 maja – William Thomas Best, angielski organista i kompozytor (ur. 1826)
- 21 maja – Karol Mikuli, polski wirtuoz pianista, kompozytor, dyrygent i pedagog (ur. 1819)
- 18 czerwca – Franz Krenn, austriacki kompozytor, organista i pedagog (ur. 1816)
- 6 lipca – Henri Meilhac, francuski dramaturg i librecista (ur. 1831)
- 20 września – Karel Bendl, czeski kompozytor i dyrygent (ur. 1838)
- 1 października – Leone Giraldoni, włoski śpiewak operowy (baryton) (ur. 1824)
- 11 października – Léon Boëllmann, francuski organista i kompozytor (ur. 1862)
- 6 listopada – Édouard Deldevez, francuski kompozytor i dyrygent (ur. 1817)
- 14 listopada – Giuseppina Strepponi, włoska śpiewaczka operowa (sopran) (ur. 1815)